# Løvenskiold
Løvenskiold er en dansk-norsk lavadelig brevadelsslægt, der stadig eksisterer. Slægtens medlemmer lever nu primært i Norge. I Norge er slægten ikke adelig, da Norge ikke længere har et officielt adelskab.

## Våben
En oprejst guldbevæbnet sølv løve med rød tunge i blåt felt, på den kronede hjelm en opvoksende løve med samme tinkturer

## Historie
Slægtens stamfader, købmand og overformynder i Christiania Herman Leopoldus (død 1696), kom til Norge fra Tyskland. Hans søn Herman Leopoldus (1677-1750), der 6. november 1739 blev adlet med navnet Løvenskiold og med ovennævnte våben. Han udnævntes til konferensråd, kom ved sit første ægteskab i besiddelse af Bolvig og Holden Jernværker og ejede desuden de sjællandske herregårde Aggersvold og Birkholm, hvor han døde.
Han var fader til kancelliråd Herman Leopoldus Løvenskiold til Fossum og Bolvig Jernværker samt til Borrestad (1701-1759) og til nedennævnte lensbaron Søren (Severin) Leopoldus Løvenskiold (1719-1776). Den førstnævnte var atter fader til virkelig kancelliråd Bartholomæus Herman Leopoldus Løvenskiold til Bolvig og Borrestad (1729-1788), der forfattede Beskrivelse over Bratsberg Amt og Skiens By med Forstæder (1784), til kammerherre Herman Leopoldus Løvenskiold til Fossum (1739-1799), hvis sønnesøn var dansk overhofmarskal Carl Ludvig Løvenskiold (1822-1898), og til kammerherre Søren (Severin) Løvenskiold til Bolvig og Fossum (1743-1818). Blandt sidstnævntes sønner skal nævnes Norges statholder Severin Løvenskiold (1777-1856), deputeret i Danske Kancelli, kammerherre Herman Løvenskiold (1783-1825), der omtales som en meget sympatisk personlighed og udmærket duelig embedsmand, og mangeårig postmester i Christiania, kammerherre Frederik Frantz Michael Vilhelm Løvenskiold til Bolvig og Refnes (1790-1869), som var fader til dansk hofjægermester Severin Jacob Løvenskiold (1816-1888).
Statholderen blev fader til norsk hofmarskal og øverste-kammerherre Severin Henrik Ernst Løvenskiold (1803-1867), til diplomaten, øverste-kammerjunker Adam Christopher Løvenskiold til Næs (1804-1886), der bl.a. var norsk gesandt i Haag, til assessor i den norske Højesteret, dr.jur. Otto Joachim Løvenskiold (1811-1882), hvis søn var statsminister Carl Otto Løvenskiold (1839-1916), til sekondløjtnant Leopold Herman Severin Løvenskiold (1813-1848), der faldt som frivillig i Treårskrigen, og til kammerherre Herman Løvenskiold til Fossum (1819-1873).
Ovennævnte lensbaron Severin Leopoldus Løvenskiold arvede Holden og Ulefos samt Birkholm og Aggersvold, som han solgte for at købe Vognserup. Han oprettede 10. januar 1766 stamhuset Løvenborg, der 25. november 1773 ophøjedes til et baroni, idet han selv 22. april samme år var blevet optaget i friherrestanden med følgende våben: Skjoldet firdelt med friherrekronet hjerteskjold, hvori slægtens ovennævnte mærke, 1. og 4. Felt atter firdelt af rødt, hvori en hjelm med tre guld fjer, og guld, hvori et voksende grønt Laurbærtræ (hans hustrus, Magdalene Charlotte Hedevig Numsens våbenskjolde 2. og 3. felt en smal sølv skråbjælke mellem to mod højre skråt opstigende sølv løver i rødt, omgivet af en smal guld bort, den højre hjelm med slægtens nævnte hjelmtegn, den venstre med slægten Numsens, fem krydslagte røde faner med sølv kors, skjoldholdere to tilbageseende naturligfarvede løver. Han opførte 1750 det ene af palæerne (Frederik VI's) på Amalienborg og hædredes med konferensrådstitlen og det hvide bånd. Hans søn og efterfølger som besidder af baroniet, amtmand i Holbæk, kammerherre og hvid ridder, lensbaron Michael Herman Løvenskiold (1751-1807), der var medlem af Hoverikommissionen af 1795, viste levende Interesse for landboreformernes gennemførelse, ligesom han tog sig varmt af almuens skoleundervisning og sine bønders hele vel. Dennes yngre søn, overførster for 2. overførsterdistrikt, senere overjægermester, kammerherre, baron Eggert Christopher Frederik Løvenskiold til Holden (1788-1861), der navnlig blev kendt som Opretter af fasaneriet i Kongelunden på Amager, hvor man rejste ham et monument, var fader til komponisten, baron Herman Severin Løvenskiold (1815-1870).
Løvenskiold-slægten har siden 1700-tallet været ejer af store godser og skove i Norge, og i dag er Løvenskiold også navnet på et holdingselskab kontrolleret af slægten. Selskabet ejer især skovområder omkring Oslo og Telemarken og driver byggemarkedskæden Maxbo. Firmaets direktør er Carl Otto Løvenskiold (født 1953).